# 살라스필스시

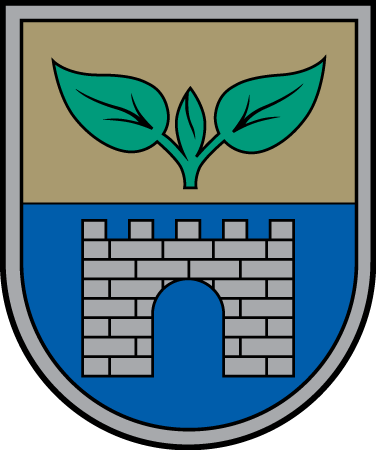
시 문장

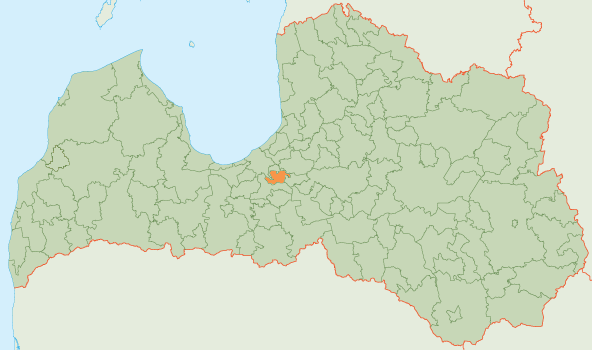
살라스필스 시의 위치

살라스필스시(라트비아어: Salaspils novads)는 라트비아의 지방 자치체로 행정 중심지는 살라스필스이며 면적은 126.9km2, 인구는 22,810명(2009년 기준), 인구 밀도는 180명/km2이다. 1개 도시, 1개 교구를 관할한다.

## 같이 보기
- 라트비아의 행정 구역